# Spectatus
Spectatus ist eine Gattung der Spulwürmer mit vier Arten. Sie sind Parasiten bei Fischen der Neotropis.

## Merkmale
Spectatus hat die Merkmale der Kathlaniinae. Der vordere Abschnitt des Ösophagus ist einfach gebaut und nicht in einen Pharynx-Abschnitt differenziert.

## Systematik
Zur Gattung gehören folgende Arten:
- Spectatus americana (Diaz Ungria, 1968)
- Spectatus cichlasomae Moravec & Barus, 1971
- Spectatus spectatus Travassos, 1923
- Spectatus yamunii Malhotra, Malviya & Singh, 2000